# 冷泉為全
冷泉為全（れいぜい ためたけ、享和2年（1802年）5月2日 - 弘化2年（1845年）9月28日）は、江戸時代後期の公卿。

## 官歴
- 文化元年（1804年）：従五位下
- 文化5年（1808年）：従五位上
- 文化8年（1811年）：正五位下
- 文化11年（1814年）：従四位下
- 文化14年（1817年）：従四位上
- 文政2年（1819年）：院別当
- 文政3年（1820年）：正四位下
- 文政4年（1821年）：左権少将
- 文政7年（1824年）：権中将、従三位
- 文政8年（1825年）：左衛門督
- 文政11年（1828年）：正三位
- 文政12年（1829年）：踏歌外弁
- 天保11年（1840年）：参議

## 系譜
- 父：冷泉為則
- 母：阿野実紐の娘
- 子：冷泉為理